# Мельник Тетяна (Ахмамєтєва)
Тетя́на Ме́льник (Ахмамєтєва) (* 1986) — українська паверліфтерка. Чемпіонка і рекордсменка України. Чемпіонка світу.

## З життєпису
Народилась 1986 року. Проживає в місті Кам'янець-Подільський. 2017 року стала срібною призеркою з пауерліфтингу на Всесвітніх іграх у Вроцлаві.
На чемпіонаті України з пауерліфтингу-2020 показала такі результати: 245 кг у присіданнях, 180,5 кг (новий рекорд України) в жимі.
На IX та Х Всесвітніх іграх здобула «срібло».
Всесвітні ігри 2022 — бронзова нагорода з паверліфтингу.